# Brevipalpus recki
Brevipalpus recki är en spindeldjursart som beskrevs av Livschitz och P. Mitrofanov 1967. Brevipalpus recki ingår i släktet Brevipalpus och familjen Tenuipalpidae. Inga underarter finns listade.